# Šakotis
Šakotis sau raguolis (în limba lituaniană) sau sękacz (în limba poloneză; "tort de copac") este un tort tradițional polono-lituanian. Este un tort făcut din unt, albușuri de ou și gălbenușuri, făină, zahăr și smântână, fierte pe o scuipă rotativă într-un cuptor sau peste un foc deschis.
Tortul a devenit popular în timpul uniunii poloneze-lituaniene (1569-1791). Originile sale sunt atribuite fie reginei italiene Bona Sforza din Polonia, fie tribului baltic din Yotvingienii. Yotvingienii s-au stabilit în Evul Mediu timpuriu și înalt în Podlasia, în timp ce Bona Sforza este cunoscută că a implementat multe reforme în domeniul agriculturii, infrastructurii și fabricării.